# David Funderburk

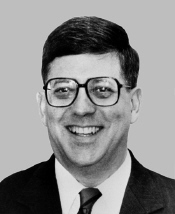
David Funderburk (1995)

David Funderburk (* 28. April 1944 bei Hampton, Virginia) ist ein US-amerikanischer Politiker. Zwischen 1995 und 1997 vertrat er den Bundesstaat North Carolina im US-Repräsentantenhaus.

## Werdegang
David Funderburk besuchte die Aberdeen High School und studierte danach zwischen 1965 und 1967 an der Wake Forest University. Anschließend setzte er seine Ausbildung bis 1974 mit einem Philosophiestudium an der University of South Carolina fort. In den folgenden Jahren lehrte Funderburk das Fach Geschichte an verschiedenen Universitäten, unter anderem als ordentlicher Professor an der Campbell University in Buies Creek. Er erhielt auch mehrfach Ehrendoktortitel. Gleichzeitig begann er als Mitglied der Republikanischen Partei eine politische Laufbahn.
Zwischen 1981 und 1985 war er als Nachfolger von Orison Rudolph Aggrey Botschafter der Vereinigten Staaten in Rumänien. Im Jahr 1987 veröffentlichte er ein Buch, in dem er seine Erfahrungen in diesem Land niederschrieb. 1986 kandidierte er erfolglos in den Vorwahlen seiner Partei für die Nominierung als Kandidat bei der Wahl zum US-Senat. Bei den Kongresswahlen des Jahres 1994 wurde Funderburk im zweiten Wahlbezirk von North Carolina in das US-Repräsentantenhaus in Washington, D.C. gewählt, wo er am 3. Januar 1995 die Nachfolge von Tim Valentine antrat. Seit 1901 war er der erste Republikaner, der diesen Distrikt im Repräsentantenhaus vertrat. Da er im Jahr 1996 dem Demokraten Bob Etheridge unterlag, konnte er bis zum 3. Januar 1997 nur eine Legislaturperiode im Kongress absolvieren.
Heute lebt David Funderburk in Southern Pines. Er ist Mitglied der Senior Citizens League und Regierungsberater. Außerdem ist er Fakultätsmitglied der Universität Oradea in Rumänien.